# Polajna
Polajna je naselje u slovenskoj Općini Zreču. Polajna se nalazi u pokrajini Štajerskoj i statističkoj regiji Savinjskoj. 

## Stanovništvo
Prema popisu stanovništva iz 2002. godine naselje je imalo stanovnika.